# Stätzerhorn
Stätzerhorn är ett berg i Schweiz.   Det ligger i regionen Albula och kantonen Graubünden, i den östra delen av landet, 160 km öster om huvudstaden Bern. Toppen på Stätzerhorn är 2 575 meter över havet, eller 1 417 meter över den omgivande terrängen. Bredden vid basen är 14,3 km.
Terrängen runt Stätzerhorn är huvudsakligen mycket bergig. Närmaste större samhälle är Chur, 10,5 km norr om Stätzerhorn. 
Trakten runt Stätzerhorn består i huvudsak av gräsmarker. Runt Stätzerhorn är det ganska glesbefolkat, med 48 invånare per kvadratkilometer.